# Юкя (вилна зона)
Юкя е вилна зона на град Търговище, разположена на изток от града. Разположена е до парк „Юкя“, в непосредствена близост до града. В близост е до парк „Боровец“, квартал „Калково“, и мястото на провеждания преди години т.нар. „Цигански панаир“.